# Родовская волость

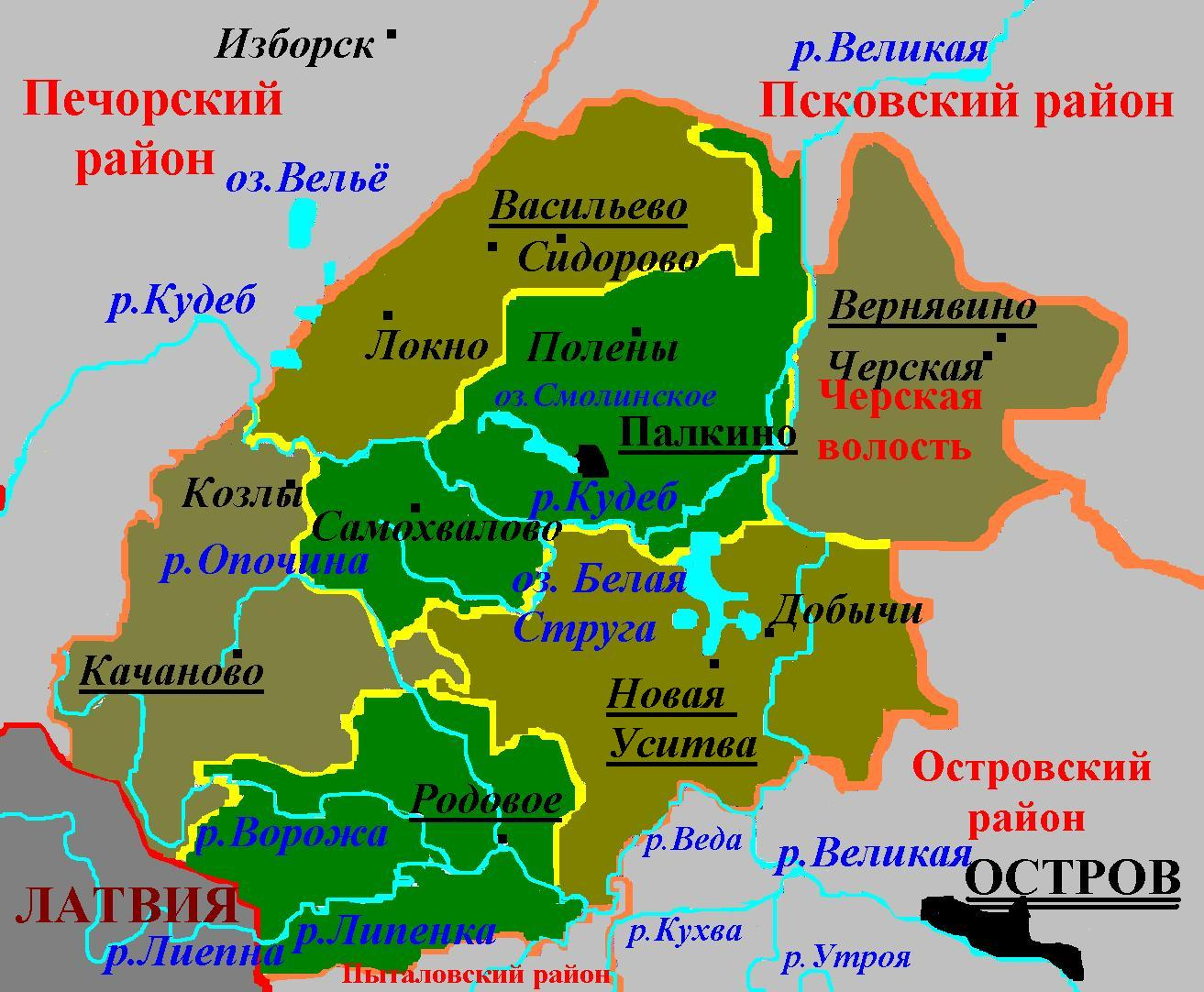
Административное деление Палкинского района в 1995—2015 годах (в 1966—1995 годах — вместо волостей — одноимённые сельсоветы)

Родовская волость — упразднённое муниципальное образование со статусом сельского поселения и административно-территориальная единица 3-го уровня в Палкинском районе Псковской области России.
Административный центр — деревня Родовое.

## География
Территория волости граничила на западе с Качановской, на востоке — с Новоуситовской волостями Палкинского района, на юге — с Пыталовским районом Псковской области, на юго-западе — с Жигурской волостью Вилякского края Латвии

## Население
| 2002 | 2010 | 2012 | 2013 | 2014 | 2015 |
| ---- | ---- | ---- | ---- | ---- | ---- |
| 892  | ↘749 | ↘726 | ↘707 | ↘693 | ↘673 |

## Населённые пункты
В состав Родовской волости входила 41 деревня: Аксёново, Алексехново, Анашкино, Анженки, Бокачи, Брицы, Бытнево, Выстрелово, Глазаново, Голубово, Горбунова Гора, Грибулек, Губаново, Давыдова Гора, Дворянкино, Ключи, Козельник, Котово-Заречье, Кудрово, Медниково, Ново-Горшково, Отрез-Гора, Поддубно, Поповские Хутора, Разливы, Родовое, Рокотово, Романково, Ромахново, Рясцы, Сергино, Сергино, Суслово, Суховерково, Треугольник, Троицкие, Трумалево, Тумасы, Тяпколово, Унтино, Яшково.

## История
До 1920 года территория Родовской волости входила в Качановскую волость с центром в д. Горбунова-Гора в рамках Островского уезда Псковской губернии России.
В 1920 — 1944 годы эта территория в основном входила в состав Латвии (в Качановскую волость Лудзенского уезда в 1920 — 1925 гг., в Каценскую волость Яунлатгальского (Абренского) уезда в 1925 — 1944 годах). С января 1945 года территория волости (как Качановский, а также Брицовский и Горбуновский сельсоветы) вошла в Качановский район Псковской области РСФСР, упразднённый в 1958 году в пользу Палкинского района на востоке (Качановский, Брицовский и Горбуновский сельсоветы) и Печорского района на западе.
Решением Псковского облисполкома от 26 октября 1959 года путём объединения Брицовского и Горбуновского сельсоветов был образован Родовский сельсовет.
С 1961 до 1966 года сельсовет временно входил в Островский район.
Постановлением Псковского областного Собрания депутатов от 26 января 1995 года все сельсоветы в Псковской области были переименованы в волости, в том числе Родовский сельсовет превращён в Родовскую волость
Законом Псковской области от 28 февраля 2005 года в границах волости было образовано также муниципальное образование Родовская волость со статусом сельского поселения с 1 января 2006 года в составе муниципального образования Палкинский район со статусом муниципального района.
Законом Псковской области от 30 марта 2015 года волость была упразднена и с 11 апреля 2015 года включена в состав Качановской волости.